# Йиґісоо (Сауе)
Йи́ґісоо (ест. Jõgisoo küla) — село в Естонії, у волості Сауе повіту Гар'юмаа.

## Населення
Чисельність населення на 31 грудня 2011 року становила 266 осіб.